# Európai Kültéri Védelmi Egyesület
Az Európai Kültéri Védelmi Egyesület (Perimeter Protection Association of Europe, rövid nevén PPAE) összefogja az Európában működő kültéri védelemmel foglalkozó vállalkozásokat. 2014-ben alakult meg Angliában, Birminghamben.

## Célja
Az egyesület célul tűzte ki a kültéri védelmi rendszerek előnyeinek népszerűsítését, valamint egy olyan szerteágazó kapcsolatrendszer kialakítását az egyesület tagjai között, mellyel a kültéri védelmi piacot fellendítik, az országok közötti gazdasági kapcsolatokat erősítik.
Az egyesület azzal a céllal alakult, hogy megadják a legoptimálisabb választ a biztonságot, az objektum- és személyvédelmet érintő kérdésekre, melyek társadalmunk egyik alapvető megoldandó problémáit jelentik. A bűncselekmények megelőzése érdekében szükséges a kültéri védelmi rendszerek és termékek használata, megismertetése, fejlesztése. Tevékenységükkel közvetetten segítik a bűnmegelőzést, felderítést.

## Tagjai
A PPAE-hez csatlakozók lehetnek:
- kültéri védelmi gyártó
- kültéri védelmi szolgáltató
- kültéri védelmi kereskedő
- kültéri védelmi kutató és fejlesztő vállalkozások.